# Политика на трите „всичко“
Политиката на трите „всичко“ (на китайски: 三光政策, на японски: 三光作戦) e политика на опожарената земя, провеждана от Япония в Северен Китай по време на Втората световна война. Тя получава името си от лозунга „Убий всичко, изгори всичко, заграби всичко!“.
Замислена първоначално от генерал Рюкичи Танака като средство за противопоставяне на водената от китайските комунисти партизанска война, която се превръща в сериозен проблем за японците с Битката на стоте полка през втората половина на 1940 година, Политиката на трите „всичко“ започва да се провежда систематично през 1942 година от командващия Севернокитайската регионална армия генерал Ясуджи Окамура, обхващайки провинциите Хъбей, Шандун, Шънси, Шанси и Чахар. Тя включва опожаряване на села, конфискации на зърно, концентриране на населението в нови селища и използване на принудителен труд за изграждане на укрепителни съоръжения, стени и ровове, които да възпрепятстват придвижването на партизаните. По оценки на съвременни изследователи тя води до смъртта на над 2,7 милиона китайски цивилни.